# Michele Castagnetti
Michele Castagnetti (sinh ngày 27 tháng 12 năm 1989) là một cầu thủ bóng đá chuyên nghiệp người Ý hiện tại đang thi đấu ở vị trí tiền vệ cho câu lạc bộ Cremonese tại Serie B.

## Sự nghiệp thi đấu

### Mantova
Michele bắt đầu sự nghiệp tại câu lạc bộ U.S. Montecchio trước khi chuyển tới Termolan Bibbiano, đội bóng đá chuyên nghiệp của Ý, nơi anh thi đấu tại giải Eccellenza Emilia-Romagna. Tháng 8 năm 2007, anh ký hợp đồng với Mantova tại Serie B. Khi thi đấu cho Mantova, anh gia nhập đội hình Primavera.

### Crociati Noceto
Sau mùa giải đó, anh chuyển tới câu lạc bộ Crociati Noceto, nơi anh đã cùng đội bóng vô địch Serie D ở bảng D.
Mùa giải tiếp theo, Michele vẫn tiếp tục thi đấu tại Noceto và hoàn thành 2 mùa giải tại Seconda Divisione.

### FeralpiSalò
Sau khi Crociati Noceto rút lui khỏi Lega Pro Seconda Divisione 2011–12, anh gia nhập FeralpiSalò, tân binh của Prima Divisione.

### Cosenza
Tháng 9 năm 2013, anh gia nhập câu lạc bộ Cosenza Calcio tại Seconda Divisione.

### Carrarese
Tháng 1 năm 2014, anh quay trở lại giải Prima Divisione, và ký hợp đồng với Carrarese Calcio.

### Cremonese
Ngày 2 tháng 7 năm 2018, anh ký hợp đồng kéo dài 3 năm với câu lạc bộ Cremonese tại Serie B. Ngày 16 tháng 3 năm 2021, anh ghi bàn thắng từ khoảng cách 70 yards trong trận gặp Virtus Entella. Đó là một bàn thắng phi thường từ phần sân nhà sau khi bóng bật ra sau pha cản phá của thủ môn Virtus Entella. Castagnetti sút bóng bằng chân trái khi bóng đi qua các cầu thủ trên sân, kể cả thủ môn của Entella. Bóng không nảy sau khi rời chân và đi vào lưới đội bạn giúp đội của anh giành chiến thắng với tỷ số 2-1.

## Danh hiệu

### Crociati Noceto
- Serie D: 2008–09

### SPAL
- Serie C: 2015–16
- Serie B: 2016–17